# Янагі (1944)
«Янагі» (Yanagi, яп. 柳) — ескортний міноносець Імперського флоту Японії, який взяв участь у Другій світовій війні.

## Історія створення
Корабель, який став чотирнадцятим серед ескортних міноносців  типу «Мацу», був закладений 20 серпня 1944 року на верфі «Фуджінагата» в Осаці. Спущений на воду 25 листопада 1944 року, став до ладу 8 січня 1945 року.  

## Історія служби
За весь час після завершення «Янагі» не полишав вод Японського архіпелагу, при цьому з 15 березня 1945-го він належав до 53-ї дивізії ескадрених міноносців.
22 травня 1945-го корабель прибув до Омінато (важлива військово-морська база на північному завершенні Хонсю) та розпочав патрульно-ескортну службу в північній зоні. 14 липня «Янагі» перебував у протоці Цугару (розділяє Хоккайдо та Хонсю), де був уражений ворожою авіацією. У корабля відірвало корму, проте він не затонув, а був приведений на буксирі до Омінато, де 9 серпня зазнав додаткових пошкоджень під час нальоту авіації.
2 вересня 1945 в ході капітуляції Японії «Янагі» передали союзним силам у Хакодате. 20 листопада його виключили зі списків флоту, а навесні 1947 — пустили на злам.